# 伊集院兼高

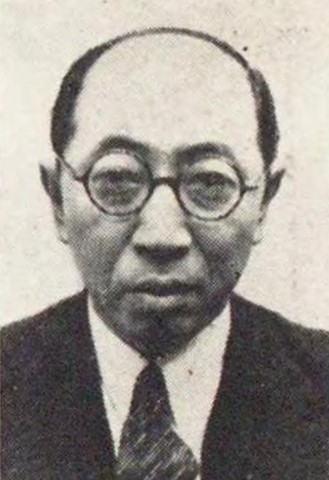
伊集院兼高

伊集院 兼高（いじゅういん かねたか、1895年（明治28年）9月15日 - 1971年（昭和46年）7月29日）は、大正から昭和期の薬学者、政治家、華族。貴族院子爵議員。

## 経歴
華族・伊集院兼知の二男として生まれる。父の隠居に伴い、1939年（昭和14年）10月2日に子爵を襲爵した。
1920年（大正9年）東京帝国大学理学部植物学科を卒業。さらに、1923年（大正12年）同大学医学部薬学科を卒業した。
1923年、私立東京商工学校講師に就任。以後、日本医学専門学校教授、日本医科大学予科教授兼同大学生徒主事、日本軽合金工業監査役などを務めた。
1942年（昭和17年）6月5日、貴族院子爵議員補欠選挙で当選し、研究会に所属して活動し1947年（昭和22年）5月2日の貴族院廃止まで在任した。

## 親族
- 妻：菊子（千種有梁三女）[1]
- 長男：兼信（爽楽社理事長）[1]